# Décathlon aux Jeux olympiques d'été de 1924
Pour un article plus général, voir Athlétisme aux Jeux olympiques d'été de 1924.
Navigation
Anvers 1920 Amsterdam 1928
L'épreuve du décathlon aux Jeux olympiques de 1924 s'est déroulée les 11 et 12 juillet 1924 au Stade olympique Yves-du-Manoir de Paris, en France.  Elle est remportée par l'Américain Harold Osborn.

## Résultats
| Rang               | Athlète                   | Total (Table de décathlon de 1920) |
| ------------------ | ------------------------- | ---------------------------------- |
| Médaille d'or      | Harold Osborn (USA)       | 7710.775                           |
| Médaille d'argent  | Emerson Norton (USA)      | 7350.895                           |
| Médaille de bronze | Aleksander Klumberg (EST) | 7329.360                           |
| 4                  | Antti Huusari (FIN)       | 7005.175                           |
| 5                  | Ernest Sutherland (RSA)   | 6794.1425                          |
| 6                  | Ernst Gerspach (SUI)      | 6743.530                           |
| 7                  | Helge Jansson (SWE)       | 6656.160                           |
| 8                  | Harry Frieda (USA)        | 6618.300                           |
| 9                  | Paavo Yrjölä (FIN)        | 6548.525                           |
| 10                 | Harry de Keijser (NED)    | 6509.610                           |
| 11                 | Adolfo Contoli (ITA)      | 6406.8825                          |
| 12                 | Antoni Cejzik (POL)       | 6319.455                           |
| 13                 | Enrique Thompson (ARG)    | 6310.525                           |
| 14                 | Gvido Jekals (LAT)        | 5981.670                           |
| 15                 | Constant Bucher (SUI)     | 5961.5925                          |
| 16                 | Eugen Uemaa (EST)         | 5899.105                           |
| 17                 | Joseph Ruth (BEL)         | 5866.670                           |
| 18                 | Peroslav Ferković (YUG)   | 5517.925                           |
| 19                 | William Shanahan (IRL)    | 5426.680                           |
| 20                 | Gaston Médecin (MON)      | 5347.540                           |
| 21                 | Elmar Rähn (EST)          | 5292.760                           |
| 22                 | Tokushige Noto (JPN)      | 5248.330                           |
| 23                 | Édouard Armand (HAI)      | 5207.895                           |
| 24                 | Stelios Benardis (GRE)    | 5189.160                           |
| 25                 | Donald Slack (GBR)        | 5148.105                           |
| –                  | Otto Anderson (USA)       | DNF                                |
| –                  | Dennis Duigan (AUS)       | DNF                                |
| –                  | Valter Ever (EST)         | DNF                                |
| –                  | Bertil Fastén (SWE)       | DNF                                |
| –                  | Đuro Gašpar (YUG)         | DNF                                |
| –                  | Adolf Meier (SUI)         | DNF                                |
| –                  | Elvert Nilsson (SWE)      | DNF                                |
| –                  | Gabriel Sempé (FRA)       | DNF                                |
| –                  | Elemér Somfay (HUN)       | DNF                                |
| –                  | Arthur Spark (GBR)        | DNF                                |
| –                  | Iivari Yrjölä (FIN)       | DNF                                |